# حمزه مندیل
حمزه مندیل (زادهٔ ۲۱ اکتبر ۱۹۹۷) بازیکن فوتبال اهل مراکش است.
از باشگاه‌هایی که در آن بازی کرده‌است می‌توان به لیل، شالکه ۰۴ و دیژون اشاره کرد.
وی همچنین سابقه بازی برای تیم ملی فوتبال مراکش را در کارنامه دارد.

## عملکرد باشگاهی

### لیل
مندیل در ۱۶ فوریه ۲۰۱۷ اولین بازی حرفه ای خود را در لیگ ۱ برای لیل برابر کان انجام داد.

### شالکه ۰۴
در ۱۷ اوت ۲۰۱۸، مندیل در یک قرارداد ۵ ساله به شالکه ۰۴ پیوست.

## عملکرد بین‌المللی
مندیل در کازابلانکا، مراکش از یک پدر ساحل عاجی و یک مادری مراکشی به دنیا آمد. او قبل از شروع بازی برای تیم ملی فوتبال مراکش در رقابت‌های انتخابی جام ملتهای آفریقا در رقابت‌های جام حذفی ۲–۰ در سال ۲۰۱۷ در آفریقای جنوبی، مقابل سائو تامه و پرنسیپ برای تیم‌های مختلف جوانان مراکش بازی کرد.
در ماه مه ۲۰۱۸ در تیم ۲۳ نفره مراکش برای حضور در جام جهانی فیفا ۲۰۱۸ روسیه معرفی شد.